# Бринк, Кэмерон
Кэмерон Ли Бринк (англ. Cameron Lee Brink; родилась 31 декабря 2001 года, Принстон, штат Нью-Джерси, США) — американская профессиональная баскетболистка, выступает в женской национальной баскетбольной ассоциации за клуб «Лос-Анджелес Спаркс», которым была выбрана на драфте ВНБА 2024 года в первом раунде под общим вторым номером. Играет на позиции лёгкого форварда и тяжёлого форварда.

## Ранние годы
Кэмерон родилась 31 декабря 2001 года в городе Принстон (штат Нью-Джерси) в семье Грега и Мишель Бринк, у неё есть старший брат, Сай. В возрасте восьми лет перебралась в Амстердам, где прожила три года, но из-за работы её родителей в Nike вернулась в США перед началом шестого класса. Изначально она не интересовалась баскетболом, предпочитая в детстве искусство, волейболом увлеклась после просмотра летних Олимпийских игр 2012 в Лондоне. А играть в баскетбол Кэмерон начала после посещения лагеря, организованного её крёстным отцом, Деллом Карри, когда её семья гостила у него в городе Шарлотт (штат Северная Каролина). Вернувшись в Амстердам, она начала играть за свою школу и была самым молодым игроком в команде. Через год её семья переехала в город Бивертон (штат Орегон), штаб-квартиру Nike, где она сперва посещала среднюю школу Саутридж, а затем перешла в среднюю школу Маунтинсайд, в которых выступала за местные баскетбольные команды.

## Профессиональная карьера
В 2024 году Кэмерон Бринк выставила свою кандидатуру на драфт ВНБА, на котором была выбрана в первом раунде под общим вторым номером клубом «Лос-Анджелес Спаркс». В дебютном сезоне «Спаркс» заняли пятое место, а Бринк успела провести всего лишь 15 матчей, в каждом из них выходя в стартовом составе, набирая по 7,5 очка, 5,3 подбора и 1,7 передачи в среднем за игру, также реализуя 39,8 % бросков с игры, 32,3 % бросков из-за дуги и 84,0 % штрафных. 18 июня 2024 года в проигранной игре с командой «Коннектикут Сан» (70:79) Кэмерон получила травму ноги в первой четверти встречи и смогла покинуть площадку только с помощью сотрудников клуба, которые подняли её и отнесли в раздевалку. На следующий день было объявлено, что у Бринк разрыв передней крестообразной связки левого колена, что привело к её преждевременному завершению сезона.